# سوخوي سو-11
سوخوي سو-11 (بالإنجليزية: Sukhoi Su-11)‏ هي طائرة اعتراضية أُنتجت في 1962. من صناعة سوخوي. كانت تستخدم بشكل أساسي من قبل القوات الجوية السوفيتية. كان أول طيران لها في 25 ديسمبر 1958. دخلت الخدمة في 1964، انتهت خدمتها في 1983. صنع منها 108 طائرة.